# Thiệu Công
Thiệu Công là một xã thuộc huyện Thiệu Hóa, tỉnh Thanh Hóa, Việt Nam.

## Địa lý
Xã Thiệu Công nằm ở phía bắc của huyện Thiệu Hóa, có vị trí địa lý:
- Phía đông giáp thị trấn Thiệu Hóa và xã Thiệu Long
- Phía tây giáp xã Thiệu Thành
- Phía nam giáp thị trấn Thiệu Hóa và xã Thiệu Tiến
- Phía bắc giáp huyện Yên Định.

Xã Thiệu Công có diện tích 6,68 km², dân số năm 2022 là 8.035 người, mật độ dân số đạt 1.202 người/km².

## Lịch sử
Vùng đất thuộc xã Thiệu Công ngày nay, vào đầu thế kỉ 19 thuộc huyện Thụy Nguyên, phủ Thiệu Thiên, có 6 làng Phác Đồng (đầu thế kỉ 19 thuộc tổng Phù Chẩn), Lợi Thượng (từ đầu thế kỉ 19 đến trước 1945 là làng Bái Thượng thuộc xã Tuấn Kiệt, tổng Mật Vật), Xuân Quan (đầu thế kỉ 19 là làng Thượng Mỹ, tên nôm là làng Sen), Liên Minh (trước đây là làng Trinh Nguyên), Oanh Kiều, Thành Hưng (mới thành lập sau 1945).
Cuối năm 1945, huyện Thụy Nguyên đổi thành huyện Thiệu Hóa.
Năm 1977, xã Thiệu Công cùng với các xã phía bắc sông Chu của huyện Thiệu Hóa sáp nhập với huyện Yên Định thành huyện Thiệu Yên.
Năm 1996, xã Thiệu Công thuộc huyện Thiệu Hóa mới tái lập.